# Спазмы (фильм)
«Спазмы» или «Смертельный укус» — кинофильм. Основан на романе Майкла Мэрика и Брента Монахана «Укус смерти».

## Сюжет
На одном из океанских островов поймана огромная змея, которую привозят затем в некий американский колледж для экспериментов. Однако вскоре таинственному созданию удаётся выскользнуть из рук учёных, и оно отправляется терроризировать университетский городок. Британский миллионер, имеющий некую мистическую связь со змеёй, и парапсихолог пытаются её остановить.

## В ролях
- Питер Фонда — доктор Том
- Оливер Рид — Джейсон Кинкейд
- Керри Кин — Сюзанн Кавадон
- Эл Уоксмен — Уоррен Кроули